# Chalastinus egensis
Chalastinus egensis är en skalbaggsart som först beskrevs av White 1855.  Chalastinus egensis ingår i släktet Chalastinus och familjen långhorningar. Inga underarter finns listade i Catalogue of Life.